# Toby Jug

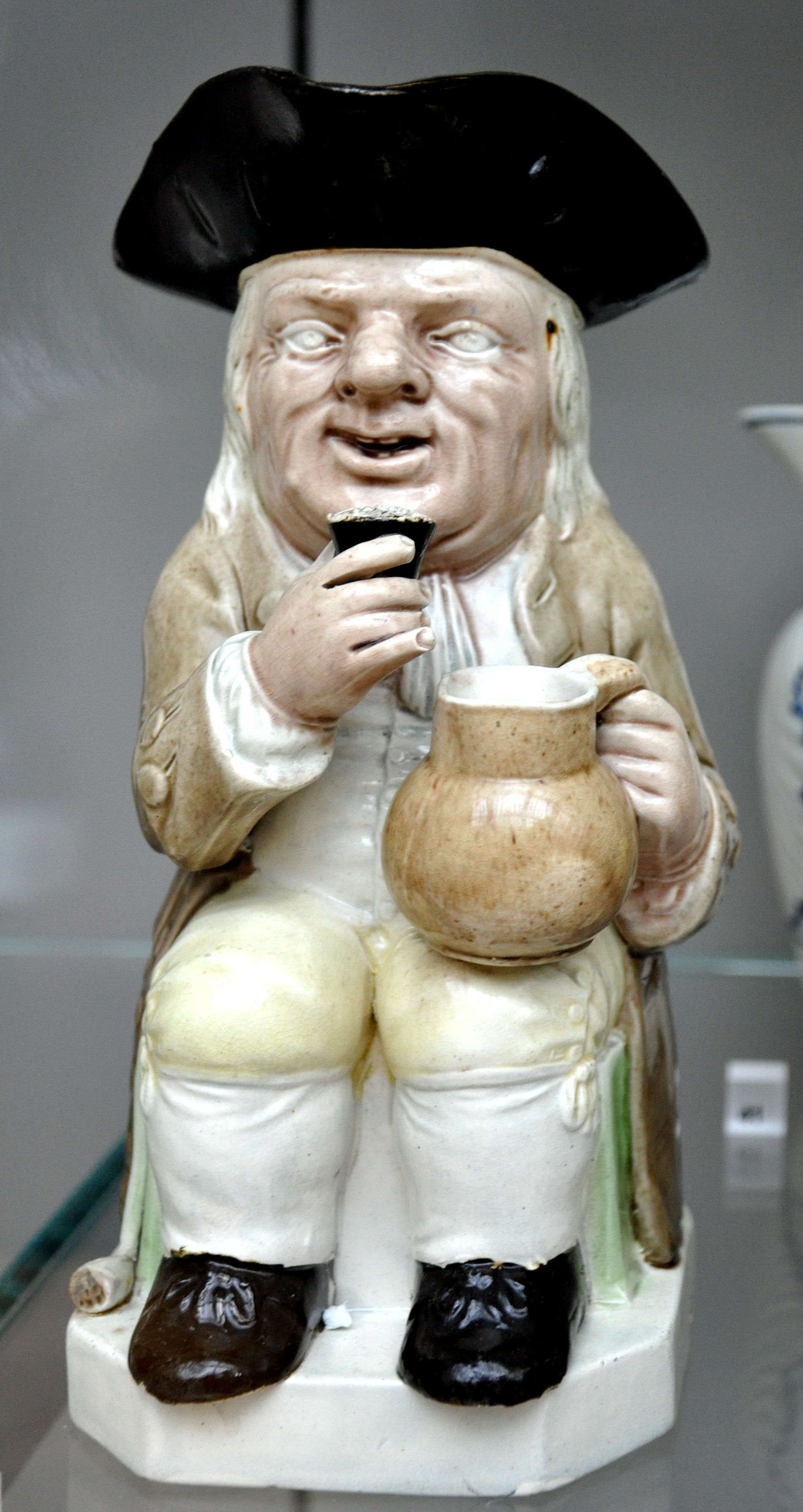
Toby Jug realizzato da Ralph Wood il giovane (ca. 1782-1795) collocato al Victoria and Albert Museum

Il Toby Jug, anche conosciuto come Fillpot (o Philpot), è una brocca di ceramica, a forma di persona seduta o della testa di una persona riconoscibile, tipica dell'Inghilterra.

## Descrizione
Esempi di oggettistica kitsch, i Joby Jug possono presentare molte forme diverse. Molti di essi raffigurano un uomo corpulento e gioviale che regge un boccale di birra in una mano e una pipa di tabacco nell'altra. Solitamente indossano abiti settecenteschi comprendenti un lungo cappotto e un tricorno, una delle cui punte è il beccuccio del recipiente. I Toby Jug possono avere un coperchio e solitamente dispongono di una maniglia nella parte posteriore. Vengono considerati Toby Jug anche quei recipienti che raffigurano solo la testa, e talvolta le spalle, di un personaggio. Tuttavia questi ultimi andrebbero più propriamente detti character jug ("brocca -a forma di- personaggio") o face jug ("brocca -a forma di- faccia").

## Storia

### Etimologia e origini
Esistono diversi antecedenti dei Toby Jug, molti dei quali sono recipienti per liquidi antropomorfi pervenuti in Europa nei territori occupati dai Greci e dai Romani e nelle Americhe dalle civiltà precolombiane.
Benché l'origine dei Toby Jug sia oggetto di discussione, si pensa che vennero creati tra gli anni sessanta e settanta del Settecento da ceramisti come John Astbury, Thomas Whieldon, Ralph Wood, Aaron Wood e John Voyez e che siano un'evoluzione delle simili brocche prodotte a Delft, nei Paesi Bassi. Sebbene qualcuno pensi che prendano il nome da personaggi fittizi come Toby Belch de La dodicesima notte di William Shakespeare o lo zio Toby di Tristam Shandy di Laurence Sterne, è più probabile che il loro nome provenga da Henry Elwes, detto Toby Fillpot, un uomo dello Yorkshire capace di bere enormi quantità di birra. Quando egli morì nel 1761, l'editore londinese Carrington Bowles ne pubblicò un ritratto che ebbe successo. Contemporaneamente si iniziarono a fabbricare delle brocche con la stessa foggia del ritratto.

### Successo
Tra la fine del secolo e durante l'Ottocento, le brocche che avevano la forma di Toby Fillpot seduto divennero oggetti di uso comune nei pub e nelle taverne, si iniziarono a creare caraffe simili ritraenti altri personaggi celebri ed eccentrici legati al folklore inglese, tra cui Martha Gunn e Falstaff e fu avviata la produzione di Toby Jug in altre parti del mondo, tra cui la Francia, la Germania e gli Stati Uniti. Negli anni trenta del Novecento l'azienda Royal Doulton iniziò a creare dei Toby Jug raffiguranti solamente la testa di un particolare soggetto. Nel Novecento esistevano oltre 175 aziende che creavano boccali con la foggia di personaggi celebri realmente esistiti come William Shakespeare, Charles Dickens e Winston Churchill.

## Galleria d'immagini

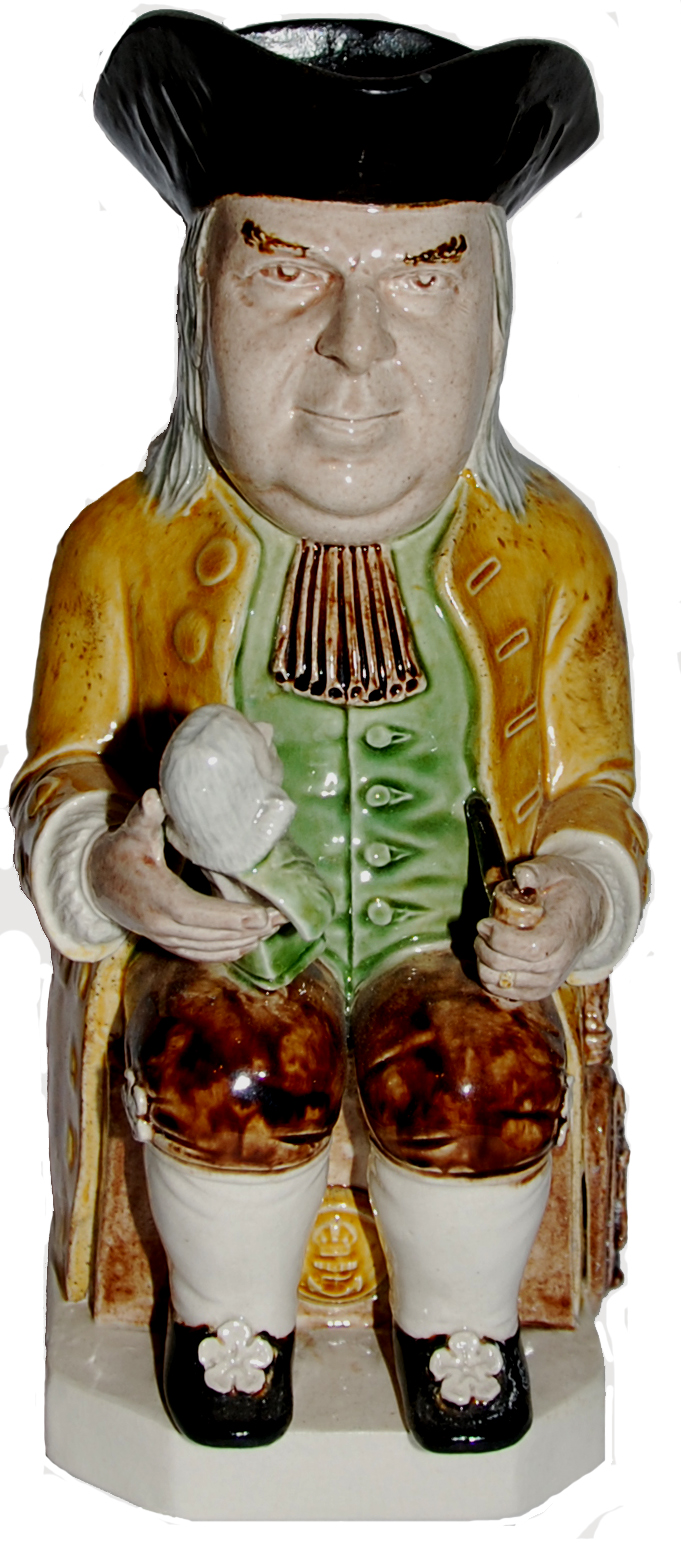
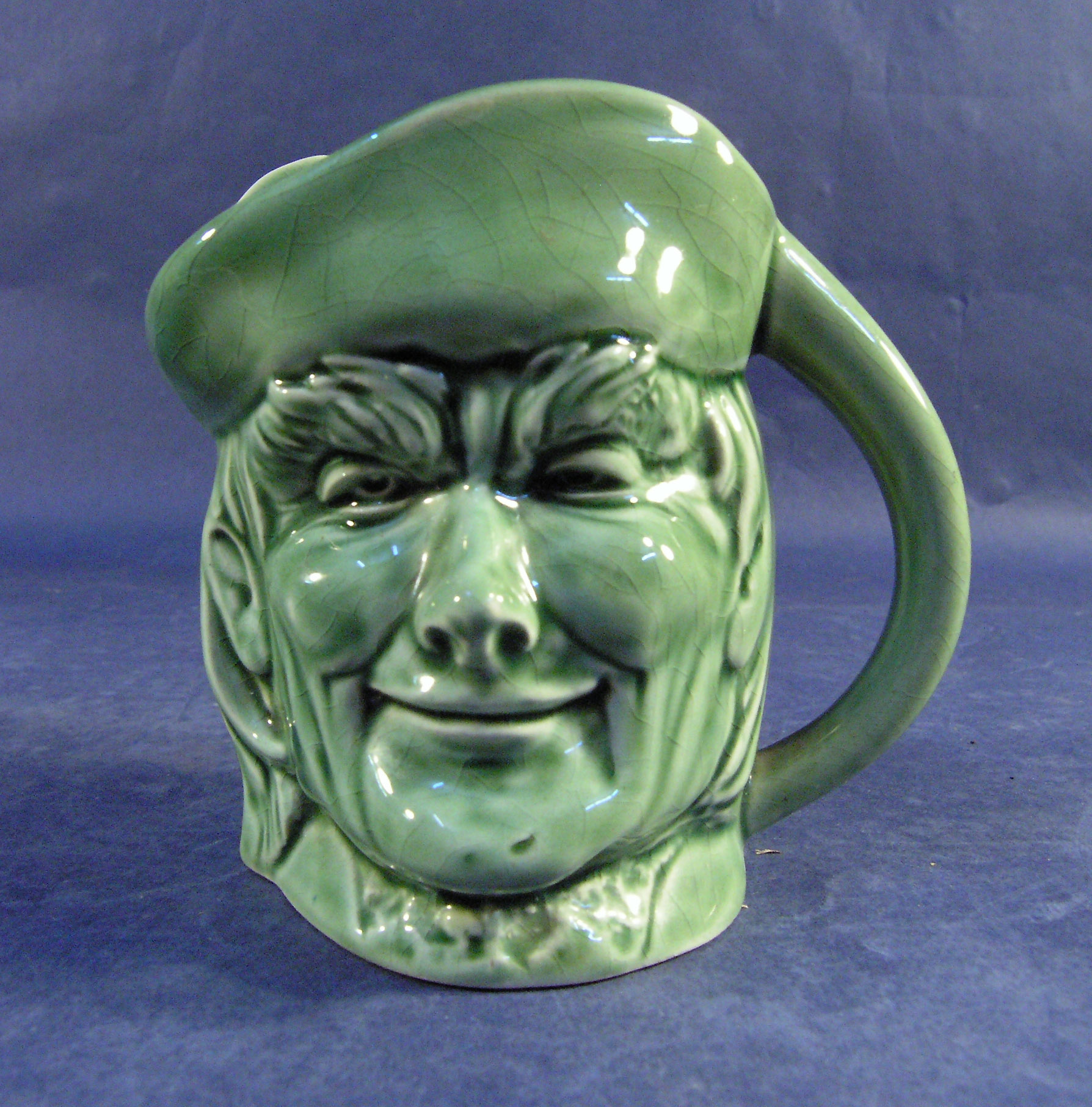
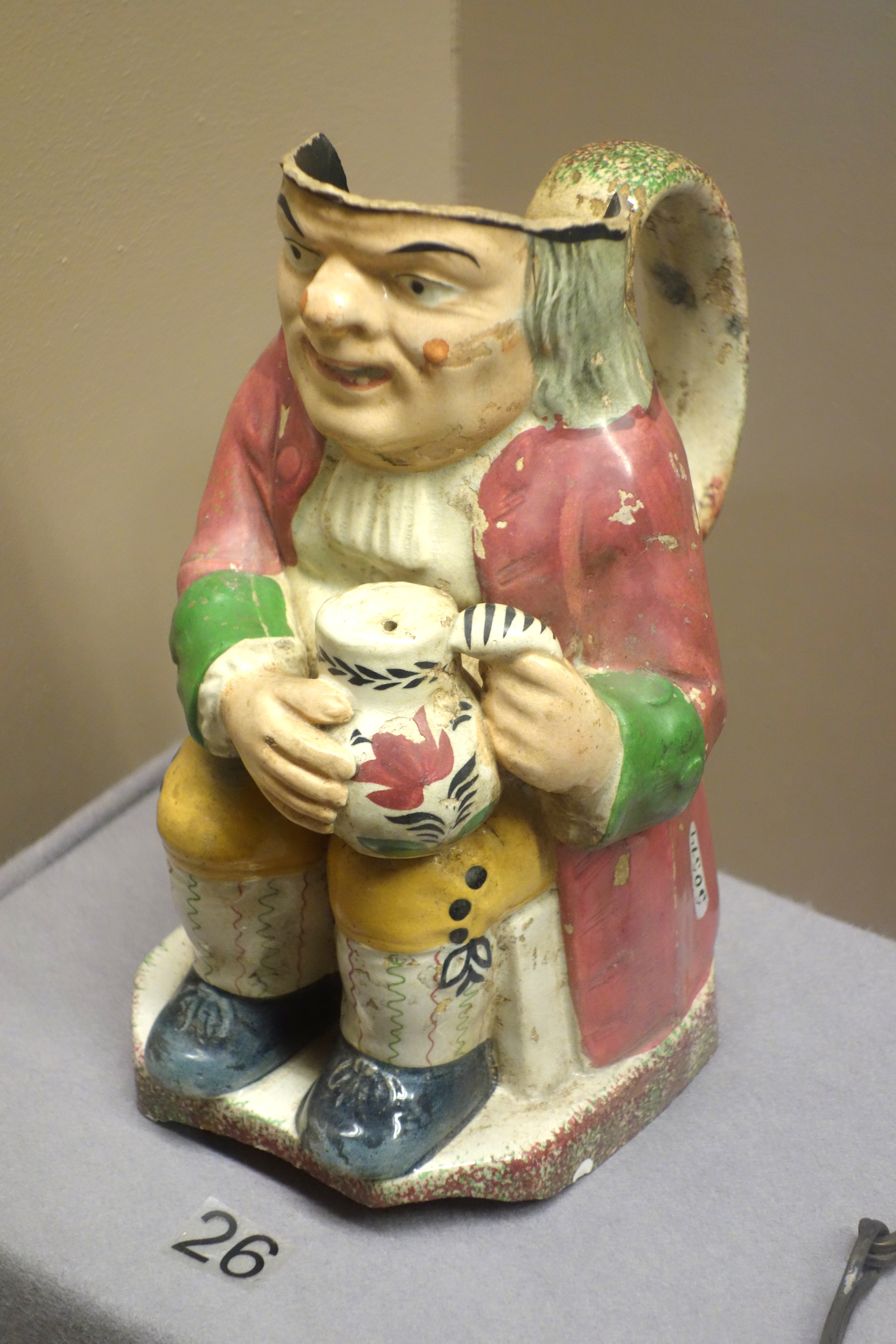
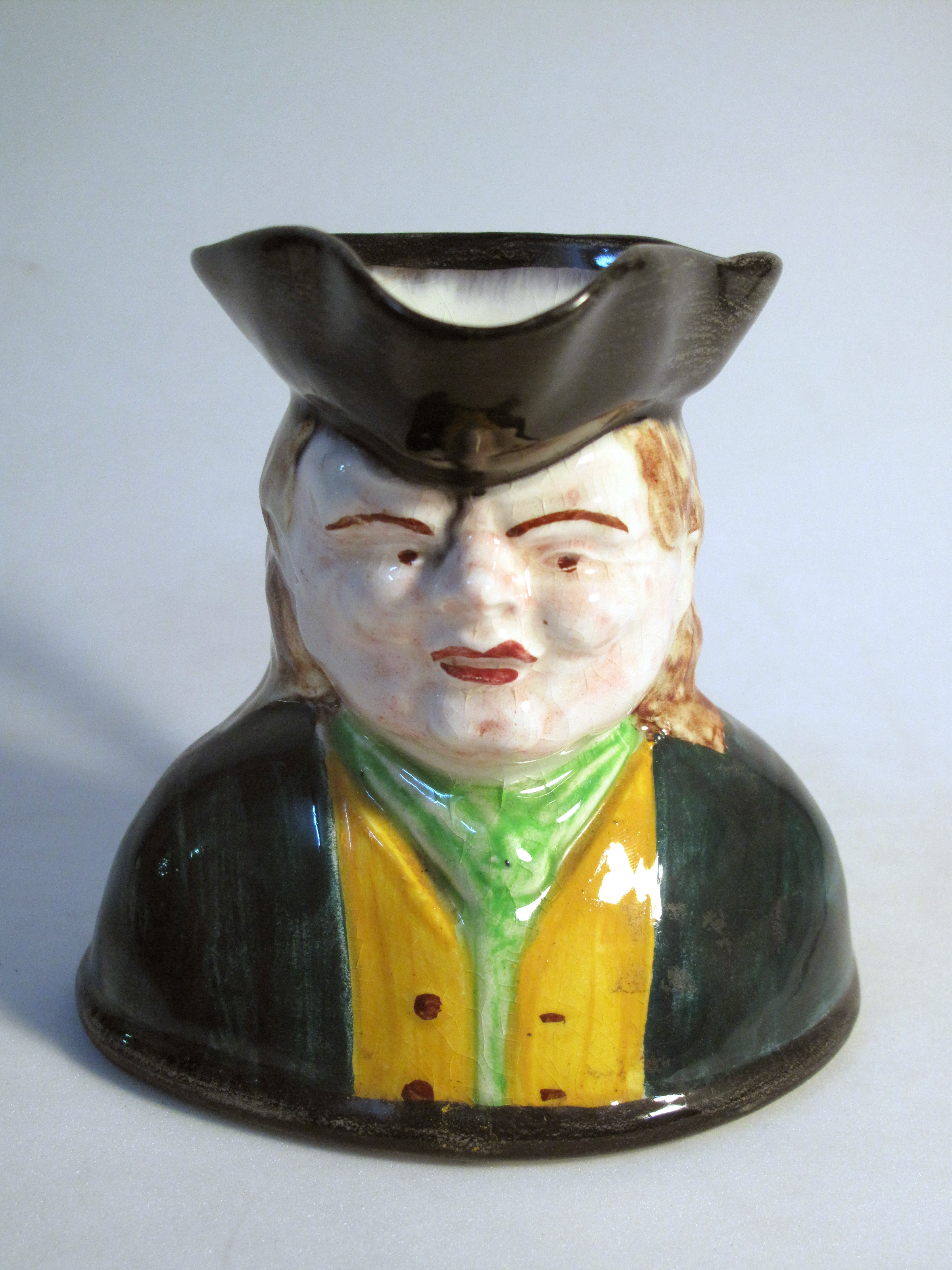
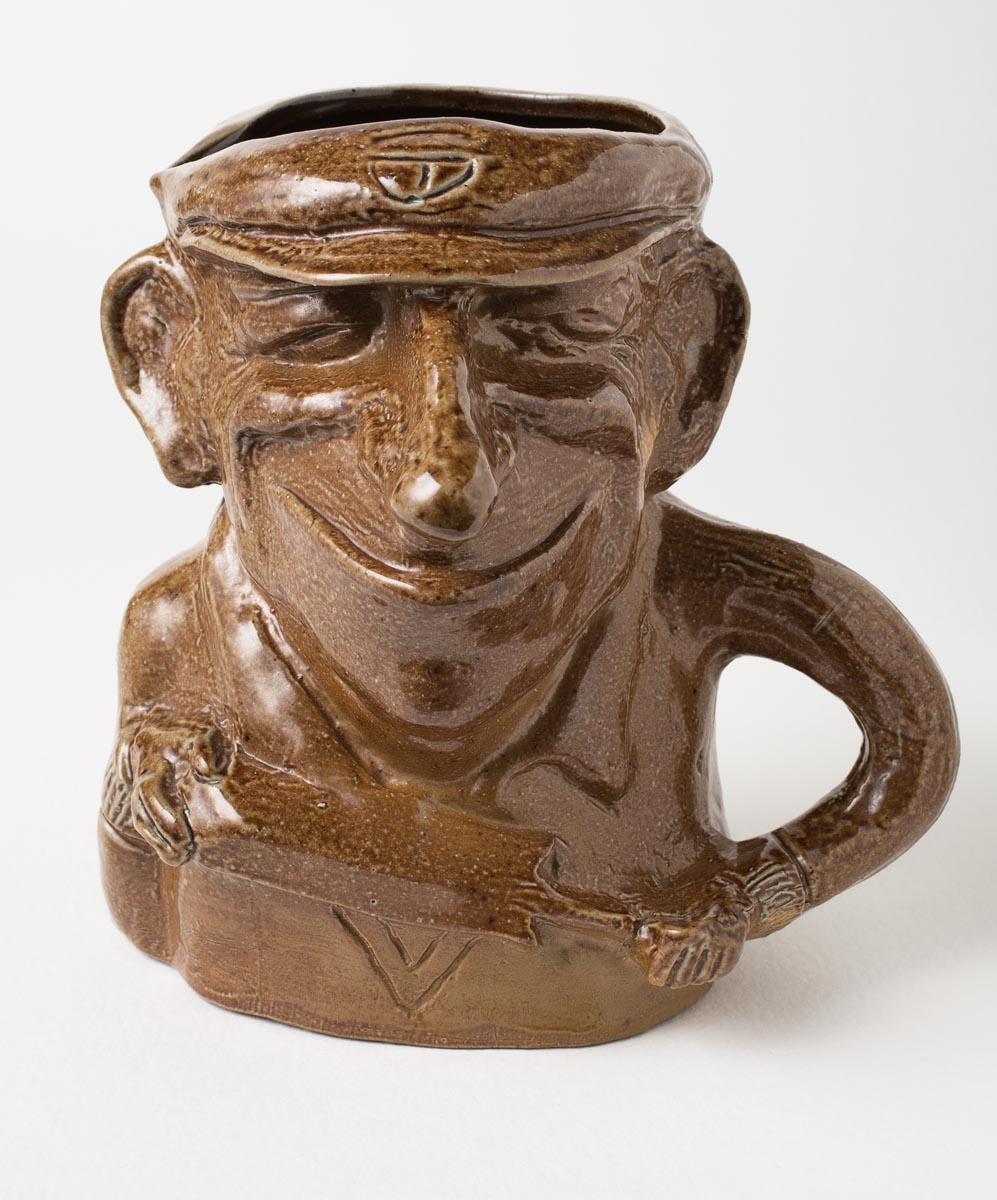
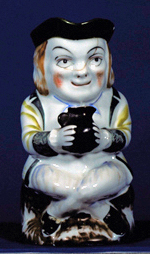
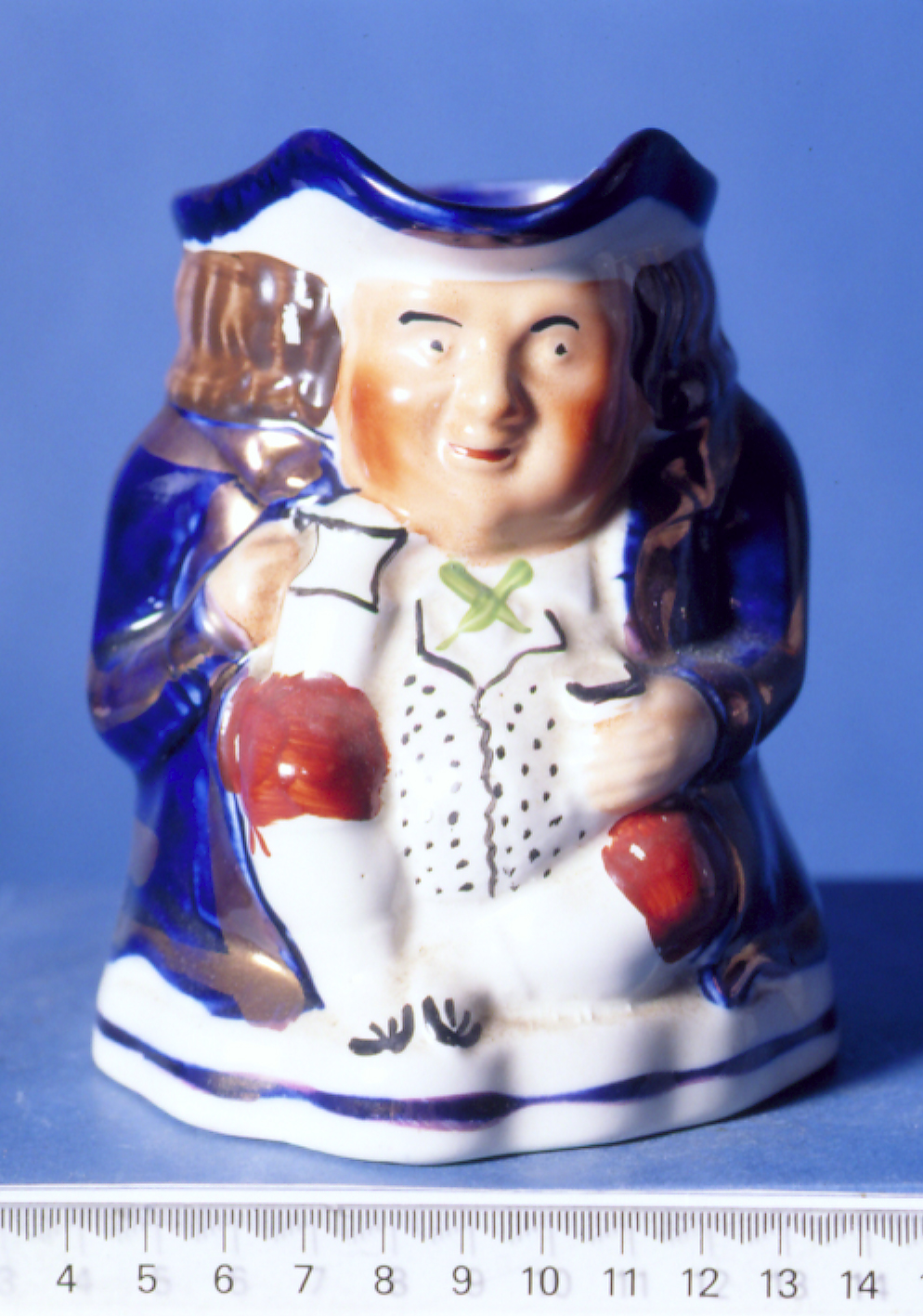
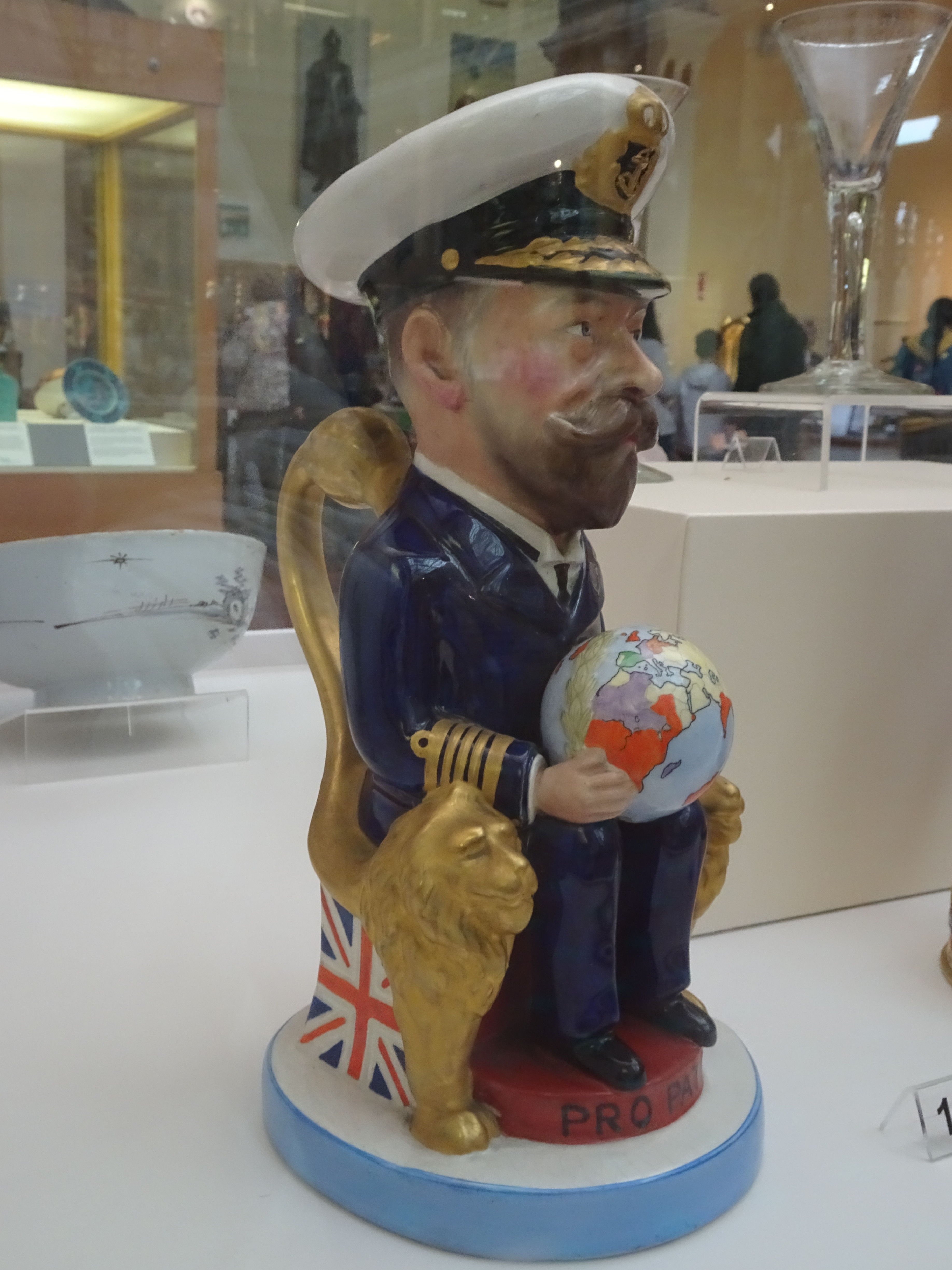
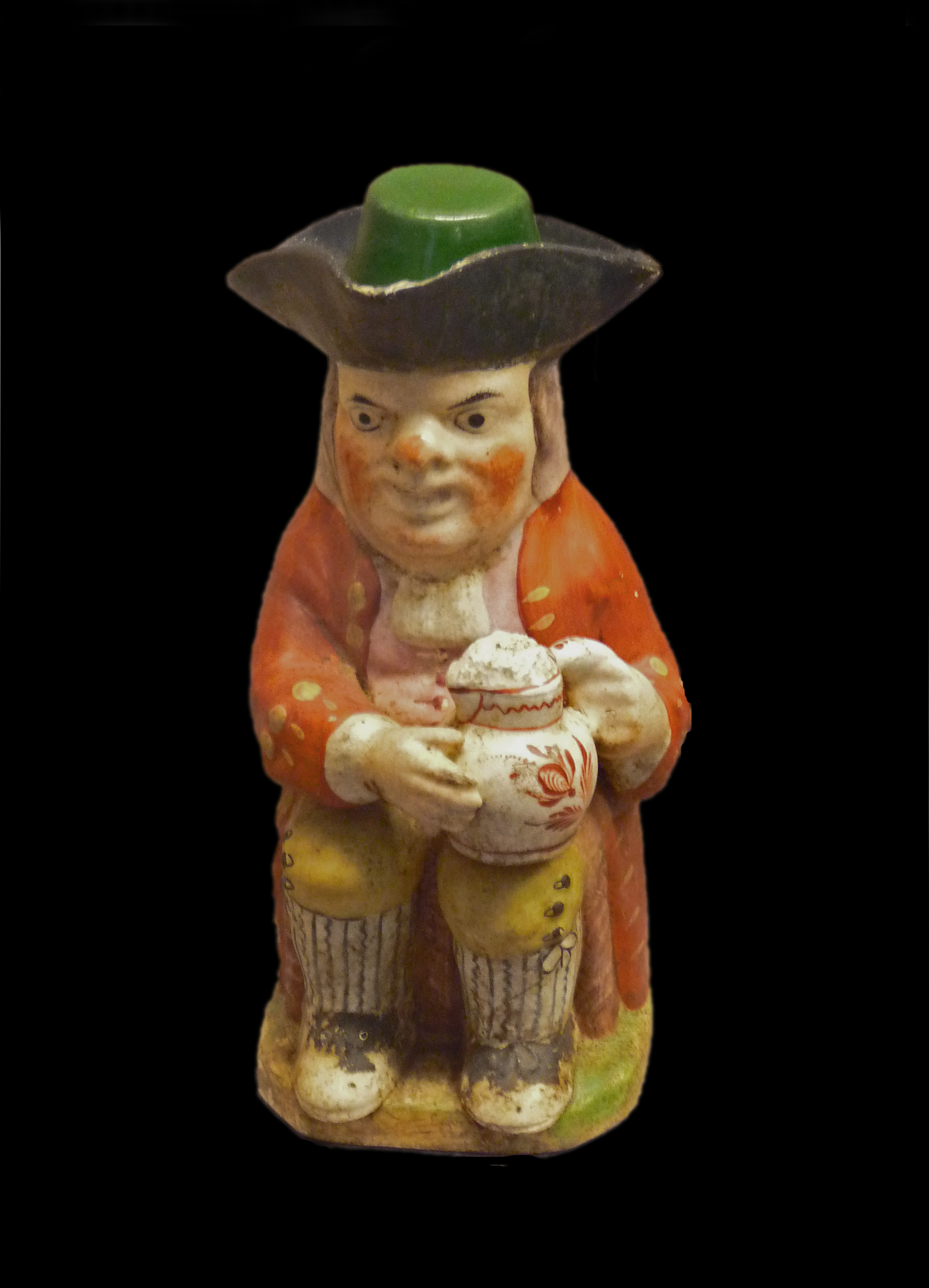